# Оружие массового поражения Китая
Китайская Народная Республика разработала оружие массового поражения, включая химическое и ядерное.
Первое ядерное испытание в Китае состоялось в 1964 году, а первое испытание водородной бомбы — в 1967 году. Ядерные испытания в Китае продолжались до 2006 года, когда КНР подписала Договор о всеобъемлющем запрещении ядерных испытаний. Китай присоединился к Конвенции о биологическом оружии в 1984 году и ратифицировал Конвенцию по химическому оружию в 1997 году.
В начале 2011 года Китай опубликовал «Белую книгу» министерства обороны, в которой подтверждалось, что Китай проводит политику поддержания ядерного потенциала на «минимально необходимом уровне» и неприменения ядерного оружия первым. При этом Китай никогда не определял, что подразумевается под «минимально необходимым уровнем». Это, наряду с тем, что Китай осуществляет развертывание четырёх новых типов баллистических ракет, способных нести ядерные заряды, вызывает озабоченность мирового сообщества.

## Химическое оружие
13 января 1993 года Китай подписал конвенцию о запрещении химического оружия. Она была ратифицирована 25 апреля 1997 года. В официальной декларации, представленной китайским правительством, оно заявило, что государство в прошлом имело небольшой арсенал химического оружия, но он был уничтожен до ратификации конвенции. Правительство заявило, что лишь два химических завода могут производить иприт и люизит.
Было установлено, что в 1970-е годы во время холодной войны Китай поставлял небольшие запасы химического оружия в Албанию.

## Биологическое оружие
По данным некоторых экспертов спецслужб, Китай разрабатывал биологическое оружие и использовал его против своих противников, в частности, против Тайваня. При этом на официальном уровне Китай всегда заявлял, что не разрабатывал биологического оружия. В 1984 году КНР присоединилась к Конвенции о биологическом оружии.
Как заявил один из разработчиков советского биологического оружия К. Алибеков, в конце 1980-х годов на одном из китайских заводов, производившем биологическое оружие, произошла серьёзная авария, зарегистрированная советскими разведывательными спутниками. Советские специалисты высказывали подозрение, что два очага геморрагической лихорадки в Китае в конце 1980-х годов произошли в результате утечки вирусного материала из китайской лаборатории.
В январе 1997 года госсекретарь США Мадлен Олбрайт выразила озабоченность по поводу возможности передачи Китаем разработок в области биологического оружия Ирану и другим странам. Олбрайт заявила, что она располагает сведениями о передаче Китаем Ирану технологий двойного назначения, в связи с чем Соединённым Штатам необходимо принять всеобъемлющие меры экспортного контроля. США 16 января 2002 года ввели санкции в отношении трех китайских фирм, обвиняемых в поставках Ирану материалов, используемых в производстве химического и биологического оружия. В ответ на это, Китай в конце 2002 года ввёл торговые барьеры для биотехнологий двойного назначения.

## Ядерное оружие и средства доставки

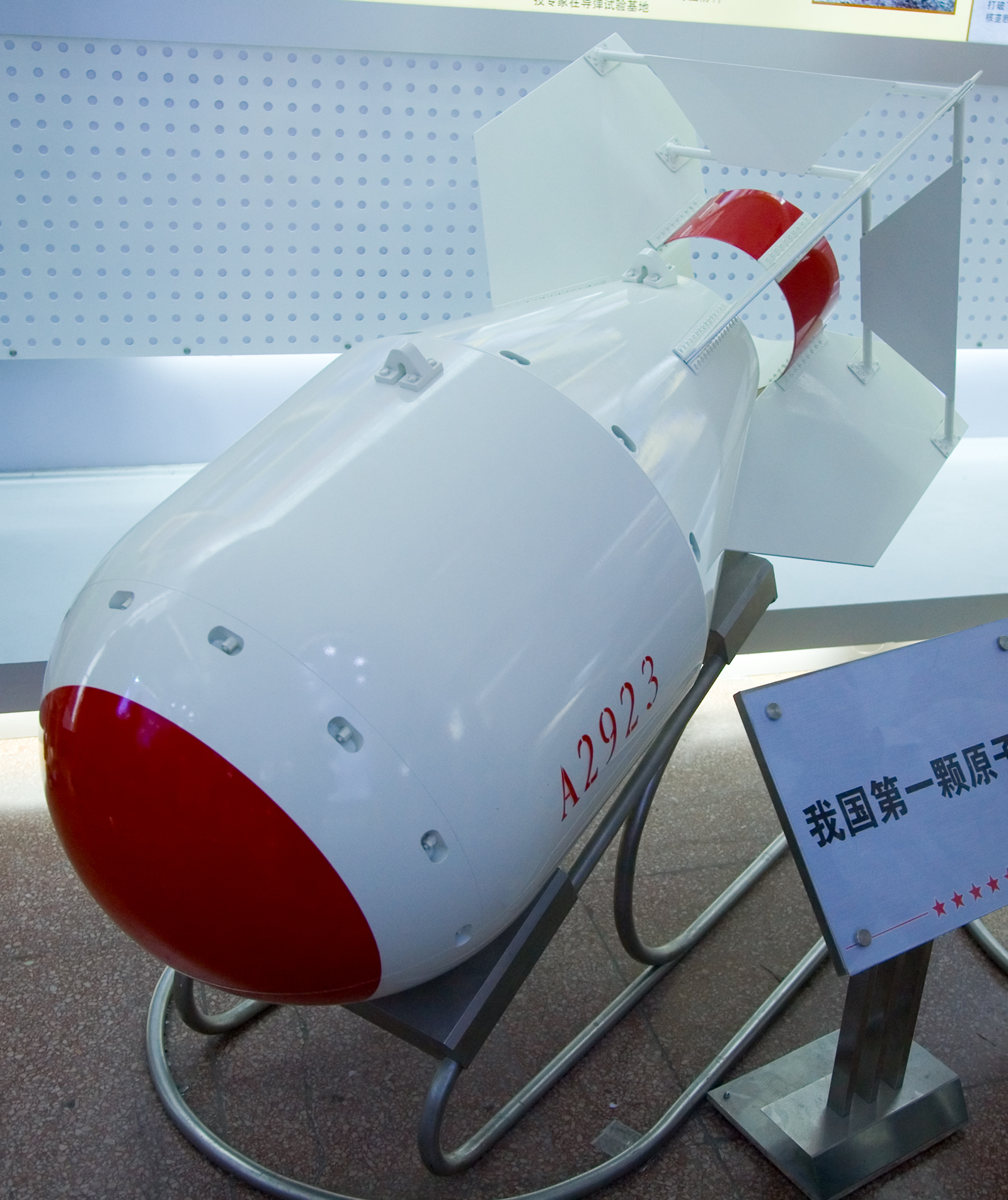
Макет первой китайской атомной бомбы

### История
В начале 1956 года ЦК КПК принял решение о развитии атомной энергетики, в соответствии с которым в Китае предполагалось создание стратегических ракет и ядерного оружия. К концу 1956 года в КНР для реализации атомной программы было создано «Третье министерство машиностроения» (в 1958 году оно стало Вторым) — аналог советского Средмаша, руководителем атомной программы Мао Цзэдун назначил главу госбезопасности Кан Шэна.
Ядерная программа Китая первоначально осуществлялась при активном содействии со стороны СССР: за период 1950—1960 годов Китай посетило около 10 тысяч советских специалистов атомной отрасли, помимо этого, примерно 11 тысяч китайских специалистов и 1 тысяча учёных атомной отрасли прошли обучение и подготовку в Советском Союзе. 7 апреля 1956 года было подписано первое советско-китайское соглашение по сотрудничеству в атомной отрасли, согласно которому предусматривалось строительство новой железной дороги от Актогая до Ланьчжоу, что давало возможность доставлять оборудование на первый испытательный полигон атомного оружия возле озера Лобнор.
15 октября 1957 года было подписано второе соглашение, которое предусматривало передачу Китаю технологии изготовления ядерного оружия, за исключением технологий постройки атомных подводных лодок. Строительство заводов по обогащению урана в Баотоу и Ланьчжоу началось в 1958 году. 20 июня 1959 года Хрущёв решил прекратить помощь Китаю в этой сфере, а в июле 1960 года, после осложнения советско-китайских отношений, помощь со стороны СССР была окончательно свёрнута, советские специалисты атомной отрасли (в количестве около 10—12 тысяч) отозваны из Китая, но это уже не могло остановить ход китайского атомного проекта.
16 октября 1964 года премьер Госсовета КНР Чжоу Эньлай от имени Мао сообщил китайскому народу об успешном испытании первой китайской ядерной бомбы (проект 596). По подсчетам западных экспертов, эта программа обошлась КНР в $4,1 млрд. Первая китайская атомная бомба была создана на основе урана-235, и обладала мощностью в 22 килотонны. В общей сложности Китай произвёл 45 подземных ядерных испытаний на полигоне Лобнор, последнее из них было 29 июля 1996 года.
Первое ядерное испытание со сбросом атомной бомбы с самолёта в Китае было произведено 14 мая 1965 года, а зимой — весной 1967 года в Китае шло завершение разработки первого термоядерного заряда. 17 июня 1967 года китайцы осуществили первое успешное испытание термоядерной бомбы на основе урана-235, урана-238, лития-6 и дейтерия (т. н. ядерное испытание № 6). Испытание было произведено на полигоне Лобнор, термоядерная бомба была сброшена с самолёта Hong-6 (аналог советского самолёта Ту-16), на парашюте спущена до высоты 2960 м, где был произведён взрыв, мощность которого составляла 3,3 мегатонны. После завершения этого испытания КНР стала четвёртой в мире термоядерной державой после СССР, США и Англии.
В 1987 году был закрыт, и в 1993 году передан в распоряжение местной администрации военный объект в провинции Цинхай площадью 1100 кв км. Он использовался для создания первых атомных и водородных бомб, а сейчас рассекречен, и посещается туристами.
Определить точный состав и масштаб ядерных сил Китая чрезвычайно сложно из-за режима секретности.

### Оценки ядерного арсенала Китая
В 2004 году представители Китая заявили, что среди стран, обладающих ядерным оружием, Китай обладает наименьшим ядерным арсеналом (то есть меньше, чем Великобритания, чей арсенал оценивается в 200 ядерных боеголовок). Источники в американской разведке оценивают ядерный потенциал Китая значительно ниже, чем многие неправительственные организации.
В 2005 году китайский ядерный арсенал в различных источниках оценивался от 80 до 2 тысяч ядерных боеголовок. Последняя оценка отвергнута большинством экспертов в этой отрасли, поскольку, по-видимому, основывалась на заявлении одного сингапурского студента в сети Usenet.
С 2011 года в экспертном сообществе снова появились оценки, что китайский ядерный арсенал имеет значительный объём. Исследование, проведённое в Джорджтаунском университете, не исключает возможности наличия у Китая 3 тысяч единиц ядерного оружия, скрытых в сложной сети туннелей протяжённостью 4800 км. Эта сеть туннелей была выявлена после землетрясения 2008 года в провинции Сычуань, когда часть туннелей обрушилась и официальный Пекин подтвердил их существование. В то же время «туннельная теория» подвергнута критике со стороны экспертов ядерной отрасли. Но, несмотря на эту критику, президент США Барак Обама был вынужден 2 января 2013 года подписать законопроект, который специально оговаривает (в секциях 1045, 1271, 3119) приказ командиру Стратегического командования США (STRATCOM) о выделении сил и средств разведки на сбор информации о Китайской Великой Подземной стене и о составлении к 15 августа 2013 года подробного отчёта разведки о «подземной сети туннелей, используемых КНР, с учётом возможности для США использовать обычные и ядерные силы для нейтрализации таких туннелей и того, что хранится в этих туннелях». В конце апреля 2017 года шеф Тихоокеанского Командования ВС США (U.S. Pacific Command) адмирал Гарри Гаррис (Harry Harris) на слушаниях в Сенате (перед комитетом по Вооруженным Силам) официально заявил, что США надо пересмотреть договор РСМД в связи с тем, что у Китая много баллистических ракет малой и средней дальности, нет никаких сдерживающих факторов развития и роста числа этих ракет, тогда как США полностью связаны этим договором и не могут сдерживать КНР в этой сфере.
По мнению генерал-полковника в отставке Виктора Есина (бывшего начальника штаба Ракетных войск стратегического назначения), у Китая только на старых известных военных заводах наработано до 40 тонн оружейного урана и около 10 тонн плутония, что даёт около 1600 урановых и около 2000 плутониевых боеголовок, итого арсенал КНР может достигать 3600 боеголовок.
Любые ссылки на недостаток трития у Китая являются необоснованными (никаких данных по производству трития в КНР у зарубежных экспертов нет, они голословно утверждают, что трития у КНР недостаточно). Для ядерной или термоядерной боеголовки нужно всего около 2 грамм трития (тритий заменяется раз в 5-10 лет из-за естественного распада), первые ядерные боеголовки обходились без трития. В Китае, на АЭС Циньшань, с 2002-03 годов работают 2 промышленных реактора типа CANDU (разработаны Канадой), которые в год нарабатывают до 0,3 кг трития (в ходе побочной реакции дейтерий в тяжёлой воде, омывающей активные элементы с природным ураном, захватив нейтрон, превращается в тритий). В Канаде аналогичные реакторы (в количестве 22 штук) нарабатывают от 2,5 до 3,5 кг трития в год. В конце 1990-х годов американские и британские специалисты задавали вопросы в Индии по поводу использования трития, наработанного в индийских реакторах типа CANDU (заказаны Индией у Канады ещё в 1960-е годы, первый реактор заработал в 1972 году, потом построено ещё около 6 подобных реакторов своего типа RAPS), но не получили чёткого ответа от индийских учёных, тем просто запрещено говорить о дальнейшем использовании индийского трития, о чём журнал «Janes Intelligence Review» писал ещё в начале 1998 года.
В связи с закрытостью КНР в области количества боеголовок, по этому вопросу высказывают разные мнения. Различие между максимальным и минимальным значением числа боеголовок (у разных экспертов) превышает 40 раз (от 240 до 10 000). Оценка потенциала предприятий, производящих специальные расщепляющиеся материалы, показывает что они могли (к 2011 г.) изготовить столько урана и плутония, сколько требуется для производства ~3600 боеголовок. Но вряд ли использован весь материал, и можно ожидать, что КНР располагает 1600—1800 ядерными боеприпасами.
В 2013 году в отчёте Министерства обороны США, предназначенном для Конгресса, «Разработки КНР в сфере вооружений и безопасности» (англ. Military and Security Developments Involving the People’s Republic of China) указано, что китайский ядерный арсенал состоит из 50-75 МБР, расположенных в местах наземного базирования и на подводных лодках.
Помимо МБР, Китай располагает примерно 1100 баллистическими ракетами малой дальности, хотя не все они способны нести ядерное оружие.
2022: руководство Пентагона считает, что Китай расширяет свои ядерные силы, намереваясь увеличить свой арсенал в четыре раза, до 1000 боеголовок, к 2030 году.
Ещё в октябре 2022 года Федерация Американских Учёных (Federation of American Scientists — FAS), публикации которой постоянно используются СМИ как якобы самый авторитетный источник по ядерному арсеналу Китая, снова скромно оценила весь ядерный арсенал Китая в 350 боеголовок. При этом авторы этих публикаций Hans M. Kristensen и Matt Korda не являются ни американцами, ни учёными с научными степенями.
Но уже в декабре 2022 года американский журнал Defense News обнародовал официальную переписку Конгресса США с Стратегическим командованием Вооружённых сил США (STRATCOM), из которой следует, что только число китайских ядерных боеголовок установленных на развернутых МБР в Китае уже превышает число американских ядерных боеголовок установленных на развернутых МБР в США — официально их в США 550 штук, согласно договору СНВ-III между РФ и США. При этом 450 развернутых в США американских МБР типа LGM-30G Minuteman III могут нести по три боеголовки, что в сумме составляет 1350 боеголовок. Это увеличивает общий арсенал китайских ядерных боеголовок в несколько раз по сравнению с оценкой FAS от 2022 года.
Число ядерных боеголовок, которые Китай имеет на вооружении в 2023 году, достигло 500 единиц. Считается, что КНР увеличит этот показатель вдвое до 2030 года и будет продолжать наращивание ядерных сил дальше. Об этом говорится в ежегодном отчёте Министерства обороны США по Китаю, обнародованном 19 октября 2023 года.

### Ракеты-носители
В 1960-х, из-за значительного отставания в научно-технической области, КНР сосредоточился на создании баллистических ракет наземного базирования — как наиболее дешёвых. Первой ракетой стала Дунфэн-1 с жидкостным реактивным двигателем. Она изготавливалась в небольшом количестве и использовалась для накопления опыта и проведения испытаний. Затем разрабатывались её улучшенные варианты — Дунфэн-2, −3 и −4. Новый этап развития ракет наступил в 1980-х, когда на вооружение поступил шахтный комплекс Дунфэн-5 (дальность — до 12 000 км).
В 1978 году было принято решение создавать новое поколение стратегических ракет — мобильных, скрытно развёртываемых, с небольшим временем подготовки к запуску. Эта разработка («проект 202») получила наивысший национальный приоритет.
В 1983 году, в результате успешных испытаний новых образцов было принято решение перейти на твёрдотопливные ракеты. С 1986 году велась интенсивная разработка трёхступенчатой твёрдотопливной ракеты (на мобильном наземном комплексе) с дальностью 8 тыс. км.
В 1988 году на вооружение поступила ракета морского базирования (на подводной лодке) с дальностью ~1400 км.
В 1995 году на вооружение поступила новая ракета Дунфэн-15 с максимальной дальностью 600 км, её модификация способна маневрировать на последнем участке траектории.

#### Баллистические ракеты на подводных лодках
Баллистические ракеты подводных лодок НОАК являются относительно новым классом вооружений. Первая атомная подводная лодка второго поколения в Китае вступила в строй в апреле 1981 года.
ВМФ Китая в настоящее время имеет на вооружении 1 ПЛАРБ проекта 092 «Ся» водоизмещением 8000 тонн (вторая лодка проекта 092 погибла в результате несчастного случая в 1985 году). ПЛАРБ проекта 092 оснащена 12 ракетами Цзюйлан-1 с дальностью полёта 2150—2500 км.
Для замены устаревшей и сравнительно ненадёжной лодки класса 092 «Ся», в 1999—2010 гг. были разработаны и спущены на воду подводные лодки проекта 094 «Цзинь». Предполагается наличие в эксплуатации по крайней мере двух субмарин класса «Цзинь». По данным китайских СМИ, в марте 2010 г. на воду была спущена 6-я по счету подлодка данного типа. Субмарина класса «Цзинь» способна нести 12 баллистических ракет типа Цзюйлан-2 (JL-2) с дальностью действия 8-12 тыс. км. Данные ракеты являются подводным вариантом новейших китайских стратегических ракет наземного базирования DF-31.
Китай также разрабатывает подводную лодку проекта 096, способную нести до 24 ракет Цзюйлан-2. Некоторые китайские источники утверждает, что подводная лодка уже проходит испытания. Также в стадии разработки находится новая подводная лодка проекта 095.

#### Стратегические бомбардировщики
Стратегическая бомбардировочная авиация Китая состоит в основном из версий советских самолётов китайского производства. На вооружении ВВС НОАК находится 120 бомбардировщиков Xian H-6 (вариант Ту-16), предназначенных для доставки как ядерных, так и обычных боеприпасов. Китай также производит истребители-бомбардировщики Xian JH-7 («Летающий леопард»), способные доставлять ядерное оружие и превосходящие по дальности и полезной нагрузке американские F-111 (в настоящее время в эксплуатации находится порядка 80 Xian JH-7). Китай также приобрёл в России порядка 100 истребителей Су-30, способных нести тактическое ядерное оружие.
Китай проводит испытания новых стратегических бомбардировщиков Xian H-8 и Xian H-9, способных нести ядерное оружие, которые, по оценкам экспертов, представляют собой обновленную версию Xian H-6 или бомбардировщик класса американского B-2.
Китай также проводит испытания ударного истребителя JH-7B, модифицированную версию Xian JH-7.
Завершаются лётные испытания нового стратегического бомбардировщика Xian H-20. При разработке самолёта были приняты меры для снижения радиолокационной заметности (стелс-технологии).

### Политика в сфере ядерных вооружений
Китай является одной из стран ядерного клуба, присоединился к Договору о нераспространении ядерного оружия (ратифицировал в 1992 году). Китай является единственной страной ядерного клуба, которая взяла на себя следующие обязательства по отношению к неядерным государствам:

Китай обязуется не применять и не угрожать применением ядерного оружия против государств, не обладающих ядерным оружием или государств безъядерных зон в любое время и при любых обстоятельствах.— http://www.undemocracy.com/S-1995-265.pdf
Китай является первой из стран ядерного клуба, объявившей о принципе неприменения первым ядерного оружия. В 2005 году Министерство иностранных дел Китая выпустило «Белую книгу», где утверждалось, что КНР не будет первой применять ядерное оружие в любое время и при любых обстоятельствах. Кроме того, в этом документе говорится, что политика «неприменения первым» будет оставаться без изменений в будущем.
В феврале 2023 года председатель КНР Си Цзиньпин утвердил проект расширения ядерного арсенала НОАК. Согласно плану, в целях «сдерживания США» Пекин к 2027 году доведет запас ядерных боеголовок до 550 единиц, а к 2035 году — до 900 единиц.
Есть сведения, что Китай был вовлечен в осуществление пакистанской ядерной программы. По оценкам американских экспертов, в 1980-х годах Китай предоставил Пакистану технологический пакет, включающий технологии обогащения урана и изготовления тактического ядерного оружия.